# 土地利用程度综合指数
土地利用程度综合指数指的是一国或地区全年农作物的播种总面积与耕地总面积的百分比，其是反映耕地利用程度的指标。扩大复种面积，提高复种指数，都可以提高耕地利用程度。